# Tsuru Morimoto
Pour les articles homonymes, voir Morimoto.
Tsuru Morimoto (森本 鶴, Morimoto Tsuru), née le 9 novembre 1970, est une joueuse internationale de football japonaise.

## Biographie
Le 21 août 1994, elle fait ses débuts dans l'équipe nationale japonaise contre l'Autriche. Elle participe à la Coupe du monde 1995. Elle compte 5 sélections et 1 but en équipe nationale du Japon de 1994 à 1995.

## Statistiques
Le tableau ci-dessous présente les statistiques de Tsuru Morimoto en équipe nationale
| Équipe du Japon | Équipe du Japon | Équipe du Japon |
| Année           | Matchs          | Buts            |
| --------------- | --------------- | --------------- |
| 1994            | 4               | 1               |
| 1995            | 1               | 0               |
| Total           | 5               | 1               |

## Palmarès
- Finaliste de la Coupe d'Asie 1995